# 어린이집

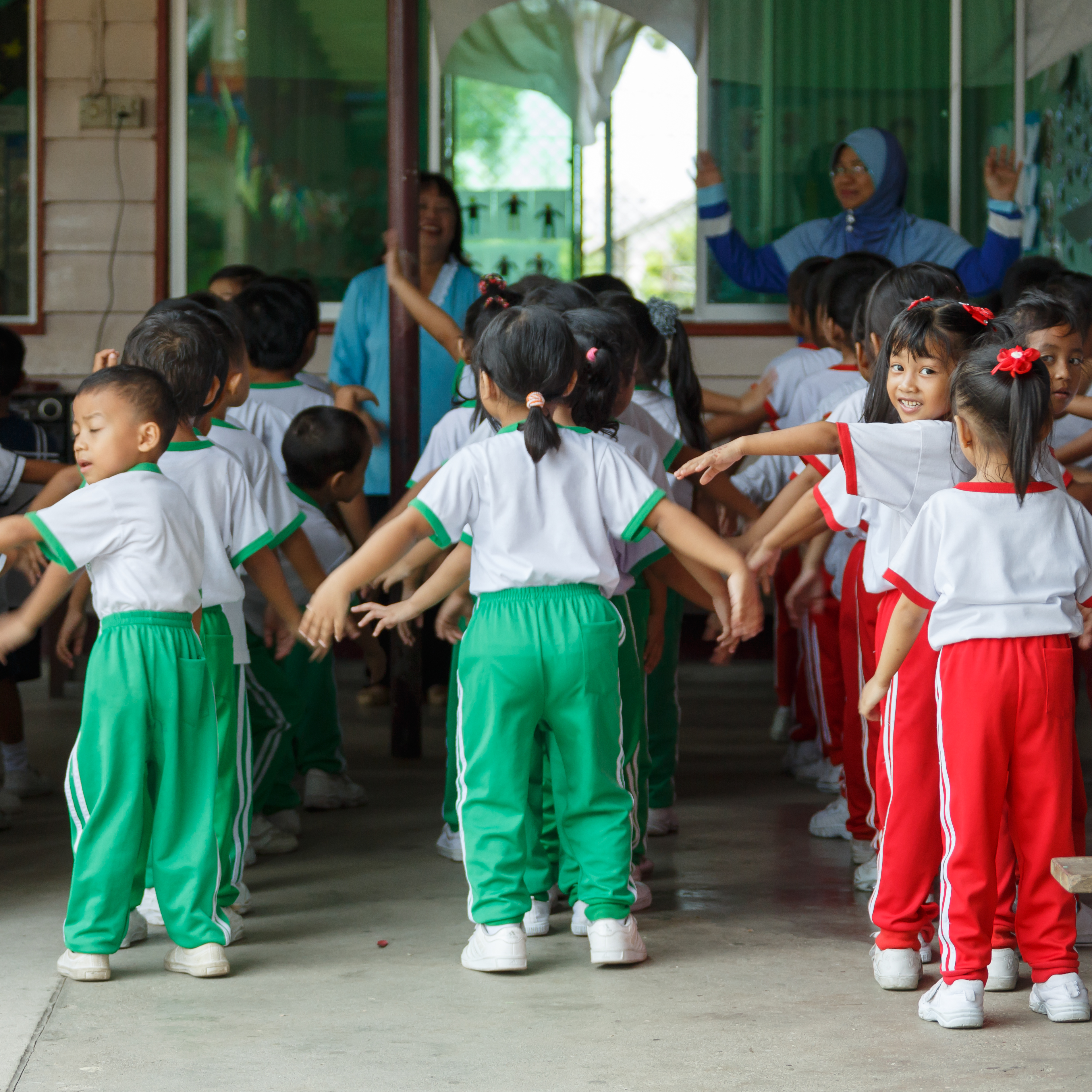
말레이시아의 어린이집 원생들이 운동을 하고 있다.

어린이집은 0~5세의 유아를 보호하고 교육하는 기관이다. 보호자가 근로, 질병, 기타의 사유로 어린 자녀를 돌볼 수 없을 때 국공립 단체나 민간단체 또는 직장 따위에서 보호자의 위탁을 받아 보육하는 시설이다. 과거에는 탁아소(託兒所)라고 불렸으며 대한민국에서 유치원은 교육부의 지도·감독을 받는 반면, 어린이집은 보건복지부 보육정책국의 지도·감독을 받는다.

## 같이 보기
- 영아
- 유아
- 보육
- 교육
- 유치원
- 유치원 교사